# Jumirim
Jumirim is een gemeente in de Braziliaanse deelstaat São Paulo. De gemeente telt 2.290 inwoners (schatting 2009).

## Aangrenzende gemeenten
De gemeente grenst aan Cerquilho, Laranjal Paulista en Tietê.